# 坂口智隆
坂口 智隆（さかぐち ともたか、1984年7月7日 - ）は、兵庫県神戸市生まれ、同県明石市出身の元プロ野球選手（外野手・内野手、右投左打）、野球解説者・野球評論家。そして新たな挑戦として、JDリーグ・JSリーグのOG選手とソフトボールチームを結成。TEAM YARU YARAの監督を務めている。
愛称は「グッチ」。

## 経歴

### プロ入り前
小学2年時に軟式野球の「鵯台ライオンズ」で野球を始め、投手で4番。明石市立望海中学校時代は硬式野球のヤングリーグ「神戸ドラゴンズ」でプレー、チームの1年先輩には栗山巧、２年先輩には橘田恵（女子野球日本代表監督）。
神戸国際大学附属高等学校に進学後、1年秋から背番号1を着けてエースとなり秋季近畿大会でベスト4入りし、翌春に春夏通じて同校初の甲子園出場となる第73回選抜高等学校野球大会にエースで5番として出場。3年時は背番号1のままながら外野手として出場することが多かった。夏の全国高等学校野球選手権兵庫大会では準決勝で金刃憲人を擁する市立尼崎高校を相手に9回裏二死から5点差を逆転してサヨナラ勝ちし、決勝では尾崎匡哉・大谷智久らを擁する報徳学園高校に敗れたものの準優勝。高校通算23本塁打。
2002年度ドラフト会議にて高井雄平の交渉権を抽選で逃した大阪近鉄バファローズから1巡目指名を受け入団。神戸国際大附高出身者初のプロ野球選手となった。また、大阪近鉄バファローズ最後のドラフト1位指名選手でもあった。4番を打っていた打撃と俊足強肩の身体能力を買われて外野手に転向。

### 近鉄時代
2003年はウエスタン・リーグで打率.302を残し、ドラフト指名を受けて入団した高卒野手では球団史上8人目となる1年目での一軍初出場を果たし、初安打も記録した。

### オリックス時代

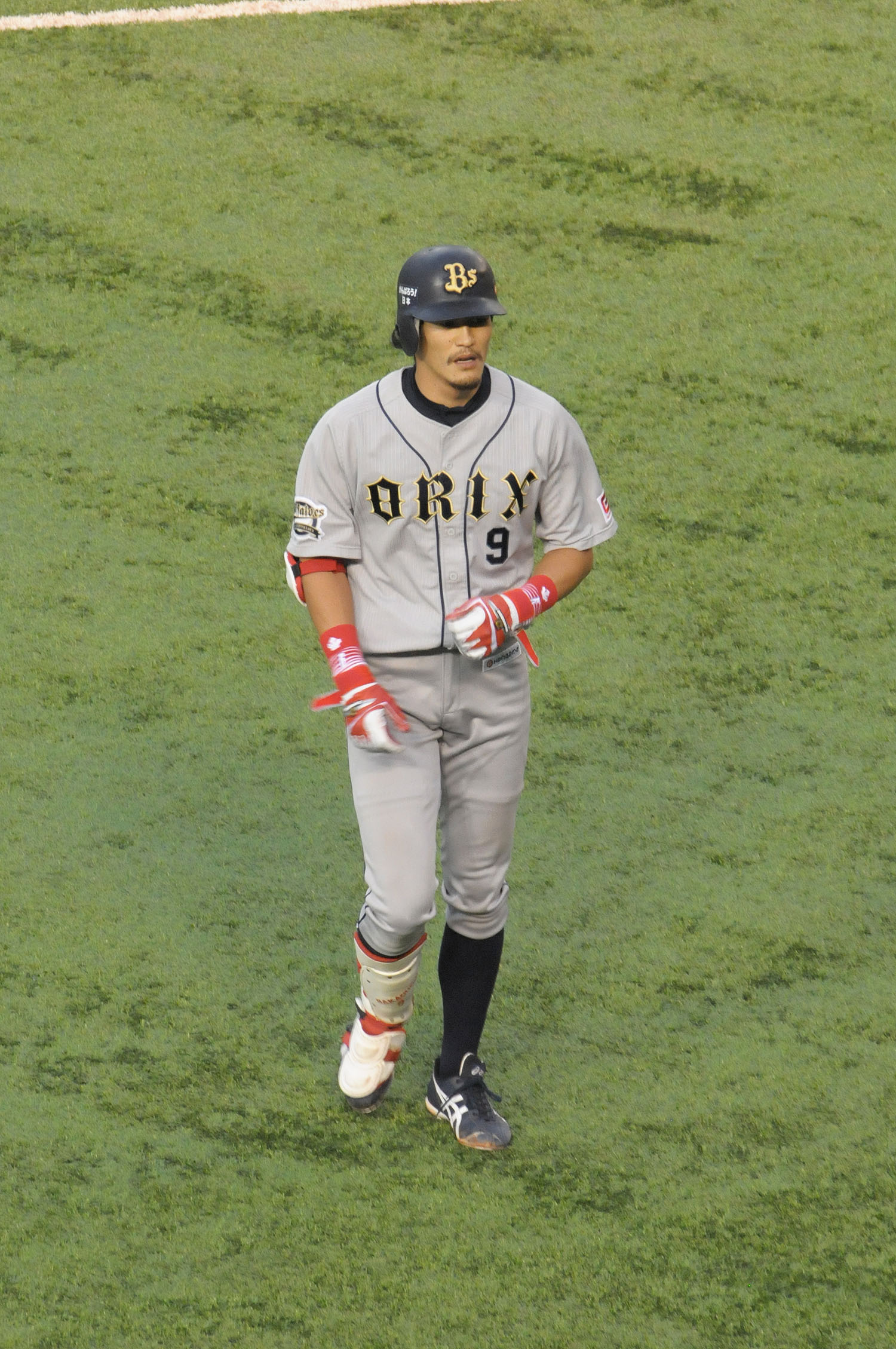
オリックス時代（2011年8月6日、QVCマリンフィールドにて）

2005年から球団合併に伴う入団2年以内の選手への措置でオリックス・バファローズ所属となり、二軍で打率.285、13盗塁を記録。
2006年も二軍で54試合出場、打率.328、12盗塁を記録。オフにはハワイ・ウィンターリーグへ派遣された。
2007年はオープン戦で結果を残し、テリー・コリンズは「平野恵一が離脱している中で1番バッターは彼以外いない」と絶賛。1番中堅手で初の開幕スタメン出場を果たし、初回に同年のチーム初安打を放った。5月初旬に打撃不振で二軍に降格するも、シーズン終盤に再昇格後はレギュラーに定着し、9月以降は3割近い打率を残し猛打賞も記録。二軍では48試合に出場、打率.317、チームトップの10盗塁を記録。
2008年も開幕1番に選ばれ、前半戦は好調を維持。夏場以降は打率が下がり三振も増えたが、主に1・2番打者として、タフィ・ローズと並ぶチーム最多の142試合に出場、初めて規定打席に到達するなどレギュラーに定着した。6三塁打・13盗塁（後藤光尊と同数）はチームトップ、安打数・犠牲バント数・犠牲フライ数はいずれもチーム2位を記録し、満塁時には9打席で7打数6安打11打点と満塁男ぶりも見せた。守備でも外野手としてリーグ3位の7補殺を記録し、ゴールデングラブ賞を初受賞した。一方で、全打席の半分以上で、3球目までに打った打撃スタイルとチーム4位の三振数を記録した、追い込まれてからの脆さから四死球が少なく、アベレージタイプの打者としては出塁率が低いことや、サウスポーに対し打率.232に終わるなど課題も残した。
2009年は、シーズン途中から元近鉄選手用の汎用応援歌に替わり、新たに専用応援歌が作られた。オープン戦では打率.349と好調だったが開幕後は5月初旬まで打率1割台と打撃不振に陥り、同年から加入した近鉄時代のチームメイトでもある大村直之が1番を打つようになった。その後は徐々に復調していき、6月からは大村に替わって再び1番打者に定着。5月以降は7月以外全て月間打率3割以上で8月には月間打率.386、イチロー以来球団史上2人目となる月間40安打を記録し、最終的にはチームトップの137試合に出場してチーム内の規定打席到達者で唯一の打率3割となるリーグ2位の打率.317に同2位の167安打、前年の自己最多を更新するチームトップでリーグ10位の16盗塁を記録。また、リーグ6位の出塁率.381で左投手に対しても打率.297と前年課題を残した部分でも改善が見られた。守備では外野手としてリーグトップの14補殺に同2位の守備率を記録してゴールデングラブ賞を2年連続で受賞し、下位に低迷したチームの中で活躍した。この年は、野手8人の中で唯一日ハムではない選手の受賞となった。同年オフ、背番号を9に変更することが決まった。12月21日には、阪神・淡路大震災復興15年チャリティーマッチに参加し、地元選手、ブルーウェーブOBらで構成された「がんばろう神戸ドリームズ」の選手として出場した。
2010年はフルイニング出場を目標とし1番打者として起用されていたが、打撃不振によりわずか12試合でスタメン落ちした。しかし、セ・パ交流戦初戦となった5月12日の対東京ヤクルトスワローズ戦で、延長10回表に決勝適時三塁打を打ち、チームの対ヤクルト戦2年ぶりとなる勝利に導く活躍や、6月7日の対広島東洋カープ戦ではプロ野球新記録となる10者連続安打の先頭打者として口火を切り、1イニング2安打を放つなど、交流戦打率.389とMVP候補にも挙がった。しかし7月は打率.213、OPS.539と再び不振に陥り、前半戦終了間際に3年ぶりの二軍降格を味わうも、前半戦終了時点で.288だった打率を昇格後は3割に戻し、最終的に2年連続3割、3年連続ゴールデングラブ賞、3年連続150安打を達成し、三塁打はリーグトップの10本を記録した。また、8月には10二塁打と6三塁打を放ち、8月度のJA全農Go・Go賞（表彰テーマ：最多二・三塁打賞）を受賞した。
2011年は全144試合フルイニング出場を果たし、パ・リーグ最多安打を受賞した。シーズン序盤は不振であったが、交流戦では打率.412と一気に調子を上げて3割に乗せ、交流戦首位打者、最多安打、最多得点を記録して日本生命賞を受賞した。終盤まで3割をキープして首位打者を狙える位置にいたが、最後の最後で17打席連続無安打を記録するなど不振に陥り、最終的には打率.297でシーズンを終えた。しかし、最多安打、最多タイ三塁打、リーグ3位の得点、同5位の四球、同7位の打率、同8位の出塁率を記録するなど一番打者として活躍した。守備でも無失策の守備率10割、守備機会リーグ3位、補殺同5位と俊足・強肩ぶりを存分に発揮し、4年連続でゴールデングラブ賞を受賞した。また、9月度のJA全農Go・Go賞（表彰テーマ：最多二・三塁打賞）にも2年連続で受賞した。
2012年、シーズン前の3月10日に行われた東日本大震災復興支援ベースボールマッチの対台湾戦において初の日本代表に選出され、4回から途中出場し、2打数1安打1四球の活躍を見せた。開幕戦では1番・中堅手として先発出場を果たしたが、この年もここ数年同様に春先から打撃不振、守備でも失策を喫するなど精彩を欠いたことから、5月5日の日本ハム戦ではスタメン落ち。この試合で2010年9月19日から続いたフルイニング出場が179試合で途切れた。それでも一向に調子が上がらないまま、5月17日の対巨人戦で、初回に坂本勇人の放った飛球をダイビングキャッチで好捕したが、この際に右肩を地面に強打し負傷退場。検査の結果、右肩肩鎖関節の脱臼、さらに靭帯も断裂と診断され、長期離脱を余儀なくされた。シーズン復帰は絶望的と言われていたが、なんとかその後9月7日のウエスタン・リーグ・中日ドラゴンズ戦で戦線復帰（岡田彰布監督が坂口の復帰を一軍戦の試合中に初めて知った）。しかし、打撃は問題はないが、守備で投げられるほどには万全ではなかったため、専らDHまたは代打として守備に就かずに二軍戦に出場し続け、公式戦終了間際の10月5日に一軍登録され、同日の対ソフトバンク戦で7回裏に代打として復帰を果たすと、大隣憲司からダメ押しの適時打を放った。同月7日の対西武戦でも代打で安打を放ったが、一軍定着後最少となる40試合の出場に留まり、最下位に低迷したチームにとって坂口の戦線離脱が攻守に手痛いシーズンとなってしまった。この年のオフに伊藤光と共にオリックスの副選手会長に就任するも、新選手会長の大引啓次がトレードで移籍したのに伴い、選手会長に就任した。
2013年は選手会長として試合に出場。しかし序盤から不振。さらに夏場に入っても一向に調子が上がらず、シーズン途中にはぎっくり腰になり8月に登録抹消。シーズン終盤に復帰した。最終的に97試合に出場。規定打席にはあと6打席届かなかった。
2014年は、8年ぶりに開幕スタメンを逃したものの、一軍公式戦122試合に出場。出場試合数が、3年ぶりに100試合を超えた。しかし、8月以降は川端崇義にスタメンを奪われてしまうなど、シーズン全体では前年に続いて不振。その一方で、前年を下回る打席数で40打点を記録するなど、随所で勝負強さを発揮した。シーズン中には国内FA権を取得したものの、シーズン終了後に球団と2度交渉した結果、権利を行使せずオリックスへ残留することを表明している。
2015年にも、一軍の公式戦に開幕からスタメンで出場。一時、3番打者として起用されていた。「『プロになりたい』と思わせてくれた」という阪神・淡路大震災発生年（1995年）のオリックス・ブルーウェーブ復刻ユニフォームで臨んだ4月18日の対西武戦では、地元に近いほっともっとフィールド神戸で、この年唯一の本塁打を放っている。しかし、5月11日に出場選手登録を抹消。抹消の直後に右肘を痛めた影響などから、一軍への復帰を果たせなかった。さらに9月には、翌年の契約について、野球協約上の減額制限を超える大幅な減俸を球団から提示される。坂口はこの提示に同意せずに自由契約を申し入れ、球団はシーズン終了直前の10月1日に坂口の退団を発表した。この発表を受けて、東京ヤクルトスワローズが坂口の獲得調査に着手した。

### ヤクルト時代
2015年11月13日に、東京ヤクルトスワローズが坂口の獲得で合意に達したことを発表した。推定年俸は3000万円で、オリックス在籍時の最終年俸（7500万円）から4500万円減額。その一方で、「死を連想する不吉な数字」として日本人選手から敬遠されがちな背番号42を自身の意向で着用することを決めた（詳細後述）。ヤクルト以外の複数球団からもオファーは届いたが、坂口は「一番先に声をかけてくれたところにお世話になる」と決めていたことで迷いなくヤクルト入団に至った。
2016年はオープン戦19試合に出場して、打率.415、6打点、2盗塁と好調さを見せて外野のレギュラー奪取に成功し、シーズンを通じて一軍に帯同。一軍公式戦には、主に1番や2番打者としてチームトップの141試合に出場するとともに、オリックス時代の2011年以来5年ぶりにリーグの最終規定打席へ到達した。また、6月2日の対日本ハム戦（札幌ドーム）では一軍公式戦通算1000試合出場、同月8日の対楽天戦（Koboスタ宮城）1回表の第1打席では通算1000安打を相次いで達成。シーズン全体では、打率.295、 自己最多の63四球を記録するなど出塁に徹した結果、リーグ7位の出塁率（.375）を記録した。その一方で、この年のセントラル・リーグ規定打席到達者（27選手）でただ1人、坂口自身一軍定着後に規定打席に到達したシーズンでは初めて本塁打0本でシーズンを終了した。
2017年には、春季キャンプへ入る前の1月に、ローリングスとの間で野球用具アドバイザリースタッフ契約を締結した。レギュラーシーズンでは、一軍公式戦136試合に出場。3年ぶりのセ・リーグ最下位に沈んだチームにあって、規定打席到達選手でトップの打率.290、4本塁打、出塁率.364を記録するなど、シーズンを通じて活躍した。また、シーズン中に一軍公式戦での通算打数が4000に達したため、NPBの通算打率ランキングに名前を連ねた。シーズン終了後の契約交渉では、オリックス時代の2012年以来5年ぶりに1億円プレイヤーへ返り咲いた。
2018年には、ヤクルトを経てMLBで6シーズン活躍した青木宣親（前ニューヨーク・メッツ外野手）が、春季キャンプ中にチームへ復帰。青木を復帰前と同じ正中堅手に据えるチーム構想の下で、監督の小川淳司は雄平を一塁転向を提案するがこの年にヘッドコーチへ就任した宮本慎也から雄平の身長の低さを不安視され、坂口の身長の高さ（181cm）に目を付けたことを機に、中学生時代を最後に遠ざかっていた一塁の守備練習を始めた。レギュラーシーズンでは、3月30日の横浜DeNAベイスターズとの開幕戦（横浜スタジアム）で「6番・一塁手」としてスタメンへ起用されたことを皮切りに、一軍公式戦98試合で一塁の守備に就いた。打撃面では、サヨナラ打を打つなど、シーズンを通じて安打を量産。前半戦は下位打線に組み込まれることが多かったが、7月頃から1番打者へ定着すると、2番打者・青木とのコンビで強力打線を牽引した。一軍公式戦全体では139試合に出場。打率はセ・リーグ9位の.317で、オリックス時代の2010年以来8年ぶりに3割を超えた。また、自己最高の出塁率.406を記録。シーズン終了後には、推定年俸1億4000万円をベースに年俸が変動するという条件で、2019年からの3年契約を結んだ。
2019年には、守備中に脇腹へ送球を受けたり、打席で自打球が目に当たったりするなど、オープン戦からアクシデントが相次いだ。阪神とのレギュラーシーズン開幕カード（京セラドーム大阪）には「1番・一塁手」としてスタメンに起用されたものの、3月31日の第3戦8回裏の第4打席で、島本浩也から左手に死球を受けて交代。後に左手親指の骨折が判明したため、翌4月1日に出場選手登録を抹消された。5月17日に一軍へ復帰したが、骨折の影響で繊細な感覚を取り戻すことができなかったため、前年ほどには調子が上がらず、6月9日に登録を再び抹消されてからは二軍生活に終始した。一軍公式戦全体では22試合に出場。10試合で一塁、9試合で外野の守備に就いた一方で、打撃面では打率.125、0本塁打、2打点と精彩を欠いた。この年で3年契約の1年目を満了したが、成績などに応じて年俸が変動する条件に沿って、シーズン終了後の12月5日には推定年俸1億1500万円（前年から2500万円減）という条件で2年目の契約に合意した。
2020年には、10月19日の対阪神戦（阪神甲子園球場）で史上129人目の通算1500安打に到達した。114試合に出場して2年ぶりに規定打席に到達し、自己最多の9本塁打を記録した。
2021年には、開幕から先発出場していたが、3月28日の3試合目で負傷離脱。二軍調整後、オリンピックの中断期間のエキシビションマッチで打率.438の結果を残し、8月14日からのリーグ戦再開時に一軍に合流。後半も9月に死球で負傷するなどレギュラーシーズン出場は25試合にとどまったが、プロ入り19年目にして自身初のリーグ優勝を経験した。オリックス相手の日本シリーズは第2戦にて先発9番ライトで初出場して宮城大弥から左前安打を放つなど計4試合に出場し、チームの20年ぶりの日本一に貢献した。
2022年には、春季キャンプから二軍で調整していたが、6月9日のオリックス戦で初めて一軍に昇格し、6番左翼でスタメン出場で1四球と二塁打を記録した。6月は打率.350、出塁率.458と存在感を見せて村上宗隆の後を打つ5番で出場した試合もあったが、7月以降は徐々に成績を落とし、8月8日に一軍登録を抹消された。その後は二軍調整を続けていたが、9月29日に引退を表明した。10月3日、レギュラーシーズン最終戦のDeNA戦に2番右翼でスタメン出場し、第1打席に現役最後の安打となる左前安打を記録した。試合後の引退セレモニーでは家族及びサプライズゲストとして登場した近藤一樹から花束を贈呈された。
近鉄に所属歴のある選手の中で最後まで現役であった選手であり、坂口の引退により近鉄でプレーしたことのある現役選手がいなくなった。

### 現役引退後
2023年からはフジテレビ・BS-TBS・TBSチャンネル・J SPORTSの野球解説者を務める。1月24日、独立リーグ・九州アジアリーグに所属する火の国サラマンダーズの臨時コーチに就任したことが発表された。2月の春季キャンプから打撃・守備を含めた指導を開始し、シーズン開始後も月に数回の指導を行う。また、それと並行して小中学生などへの指導も行う予定とし、2月16日からは関メディベースボール学院中等部の臨時コーチとしての指導も行っている。火の国サラマンダーズの臨時コーチはシーズン終了後の10月30日に退任が発表された。
2023年春からFull-CountのYoutubeチャンネルの企画の１つで「坂口智隆の伸び代しかない」を担当していたが、2024年夏からチャンネルを独立させ、主に女子ソフトボール選手との対決や指導の他、坂口自身もソフトボールの投手になる挑戦をする動画を投稿している。2025年春からはJDリーグOGを中心にしたソフトボールチーム「チームやるやら（TEAM YARU YARA）」を結成しソフトボールの普及・指導に努めている。

## 選手としての特徴
本人曰く守備が好きで打撃は苦手、（アマチュア時代に）投手を務めるのも嫌だったと言う。高校時代の監督である青木尚龍は「運動能力は高いが投手としてはハラハラする投球が多かった」とし、「粘りがないが明るい目立ちたがり」な性格とコメントしている。
一塁到達3.71秒の俊足を生かし、2008年から2010年までの内野安打率は14.7%である。さらに巧打者として追い込まれた時カットすることも多い。イチローに似たバッティングフォームから広角に打ち分ける技術を持ち、速球に対しては2010年に打率.379を記録し、特に150km/h以上のボールには打率6割を記録し得意とした。盗塁の試行数が少なく年間20盗塁に達したことはなく、盗塁成功率も通算で約68%と低い。
外野の守備では、2010年にUZR6.5を記録したほど守備範囲が広く、オリックス時代には2008年から4年連続でゴールデングラブ賞を受賞。高校時代に投手として140km/h台のストレートを投げていたほど肩が強く、正確なスローイングへの評価も高い。
ヤクルト移籍後の2018年には、外野手登録のまま事実上一塁手へ転向している。
非常に練習熱心な選手である。現役最後の試合となった2022年10月3日の試合後のセレモニーで、ヤクルト監督の高津臣吾は坂口に対し、「痛くても痛いと言わない男」「しんどくても歯を食いしばってプレーする姿は、我々が若手に指導するよりも何よりも若い選手の刺激になった。」等と賛辞を送っている。

## 人物
野球を始めた時から新庄剛志が好きで自宅には新庄のポスターを貼っており、プロ入り後に公言した赤いリストバンドの着用も新庄の影響とのこと。2004年には本人と対面し、譲り受けたバットは自宅に飾ってある。その影響や、球団合併に伴うプロ野球再編問題の中でファンの大切さを再認識したことから、ファンサービスに積極的である。
同期入団の大西宏明を兄貴分と慕っており、大西の横浜ベイスターズ移籍に伴いTV番組「せやねん!」（毎日放送）で“せやねん!専属広報部長”として選手紹介やキャンプリポートなどをしていた大西から“2代目せやねん!専属広報部長”に指名され、2008年12月13日放送の回では2人揃ってスタジオに生出演した。大西は坂口について「やんちゃな悪ガキという感じだが野球には人一倍熱心」と語っている。
オリックス時代には、ブルーウェーブのレギュラー外野手だった田口壮（2016年から二軍監督）がMLBのセントルイス・カージナルスに所属していた2006年に、田口へ弟子入りを直訴。これを機に、田口が現役を引退する2012年まで、オフシーズンに合同で自主トレーニングを敢行していた。ちなみに、田口のオリックス復帰（2010年）から退団（2011年）までは、チームメイトになっている。
一番好きな映画は「耳をすませば」で、子供が生まれたら家にジブリルームを作りたいと述べている。
好きな女性のタイプは家庭的で料理ができて、のほほんとした人。芸能人なら鈴木紗理奈と答えている。
高校時代はストリートミュージシャンでもあった。プロ入り後も2度ストリートライブを行ったが、天王寺駅前でライブをしていたのをたまたま通りかかった岩隈久志に見られて以降は行ってないという。
オリックスの主力選手時代には、髪を金色に染めるとともに、口髭を生やしたことから「球界を代表するおしゃれ番長」との評価を受けていた。2011年10月には、オリジナル写真集の編集サイト「PHOちょ+」を通じて、自身初の公式写真集をリリース（現在は販売終了）。2015年には、交通タイムス社発行のヘアーファッション季刊誌『カジカジH（ヘア）』2015年春号（同年3月24日発売）で、ファッションモデルとしてのデビューを果たした。しかし、同年シーズン終了後のヤクルトへの移籍を機にイメージを一変。11月30日には、髪を真っ黒に染めるとともに、髭を剃り落として入団記者会見へ臨んだ。この会見では、「金髪の（オリックス）時代は忘れた。ヤクルトにはさわやかなイメージがあるので、当分はこのスタイルを続ける」と宣言している。
2015年限りでオリックスからの退団を決意したことについては、「肩を痛めた2012年以降は思うような結果を残せていないが、今年（2015年）は少しずつ手応えも出てきたので、バットとグラブだけ持って野球人として一から勝負したい」とコメント。その一方で、球団本部長の瀬戸山隆三は、退団発表の際に「坂口を『功労者』と認識しているが、（野球界は）それだけでお金を払う世界ではない。（球団を運営する立場上）シビアに行くところは行かないと（いけない）」という見解を示している。ちなみに坂口は、その後に移籍したヤクルトでの入団記者会見で、「（同球団に）拾っていただいたことに感謝するしかない。契約をさせていただいた以上は、『絶対にやってやろう』という気持ちがある」と意気込んでいた。
ヤクルトでは、（アフリカ系アメリカ人初のメジャーリーガーとされる）ジャッキー・ロビンソンに倣って、「ロビンソンのように、現役を引退しても他の選手が『背番号を引き継ぎたい』と思えるように活躍したい」との意向から、ロビンソンの現役時代と同じ背番号42（MLB全球団の永久欠番）を着用している。かつて坂口と同じマネジメント会社と契約していた石川雄洋（DeNA内野手）も、2010年以来1桁（7番）だった背番号を、「尊敬する先輩（坂口）と同じ番号」という理由で2020年シーズンから42番に変更している。
オリックス時代の応援歌は「歌詞もメロディーも好き」と気に入っていた。なお、この応援歌は2023年10月から同じ背番号9で名前も似ている野口智哉に継承されている。

## 詳細情報

### 年度別打撃成績
| 年 度      | 球 団      | 試 合 | 打 席 | 打 数 | 得 点 | 安 打 | 二 塁 打 | 三 塁 打 | 本 塁 打 | 塁 打 | 打 点 | 盗 塁 | 盗 塁 死 | 犠 打 | 犠 飛 | 四 球 | 敬 遠 | 死 球 | 三 振 | 併 殺 打 | 打 率 | 出 塁 率 | 長 打 率 | O P S |
| ---------- | ---------- | ----- | ----- | ----- | ----- | ----- | -------- | -------- | -------- | ----- | ----- | ----- | -------- | ----- | ----- | ----- | ----- | ----- | ----- | -------- | ----- | -------- | -------- | ----- |
| 2003       | 近鉄       | 1     | 6     | 5     | 0     | 1     | 0        | 0        | 0        | 1     | 0     | 0     | 1        | 0     | 0     | 1     | 0     | 0     | 2     | 0        | .200  | .333     | .200     | .533  |
| 2004       | 近鉄       | 7     | 5     | 4     | 1     | 0     | 0        | 0        | 0        | 0     | 0     | 0     | 0        | 0     | 0     | 1     | 0     | 0     | 0     | 0        | .000  | .200     | .000     | .200  |
| 2005       | オリックス | 6     | 6     | 6     | 1     | 1     | 1        | 0        | 0        | 2     | 0     | 0     | 0        | 0     | 0     | 0     | 0     | 0     | 1     | 0        | .167  | .167     | .333     | .500  |
| 2006       | オリックス | 28    | 26    | 22    | 3     | 2     | 0        | 0        | 1        | 5     | 2     | 3     | 1        | 1     | 0     | 3     | 0     | 0     | 6     | 1        | .091  | .200     | .227     | .427  |
| 2007       | オリックス | 46    | 149   | 137   | 13    | 33    | 6        | 1        | 0        | 41    | 8     | 4     | 1        | 6     | 0     | 5     | 0     | 1     | 21    | 0        | .241  | .273     | .299     | .572  |
| 2008       | オリックス | 142   | 588   | 540   | 68    | 150   | 15       | 6        | 2        | 183   | 32    | 13    | 3        | 17    | 4     | 23    | 0     | 4     | 77    | 9        | .278  | .310     | .339     | .649  |
| 2009       | オリックス | 137   | 594   | 526   | 82    | 167   | 23       | 7        | 5        | 219   | 50    | 16    | 4        | 8     | 4     | 52    | 0     | 4     | 81    | 8        | .317  | .381     | .416     | .797  |
| 2010       | オリックス | 138   | 622   | 558   | 84    | 172   | 31       | 10       | 5        | 238   | 50    | 12    | 6        | 7     | 1     | 52    | 0     | 4     | 77    | 13       | .308  | .371     | .427     | .798  |
| 2011       | オリックス | 144   | 651   | 590   | 84    | 175   | 20       | 7        | 3        | 218   | 45    | 5     | 5        | 2     | 1     | 54    | 2     | 4     | 77    | 11       | .297  | .359     | .369     | .729  |
| 2012       | オリックス | 40    | 165   | 158   | 7     | 36    | 2        | 1        | 0        | 40    | 8     | 2     | 2        | 2     | 0     | 5     | 0     | 0     | 13    | 0        | .228  | .252     | .253     | .505  |
| 2013       | オリックス | 97    | 440   | 383   | 47    | 88    | 13       | 5        | 3        | 120   | 24    | 2     | 2        | 10    | 2     | 44    | 0     | 1     | 48    | 4        | .230  | .309     | .313     | .623  |
| 2014       | オリックス | 122   | 382   | 323   | 33    | 76    | 5        | 5        | 2        | 97    | 40    | 3     | 2        | 10    | 0     | 47    | 0     | 2     | 45    | 4        | .235  | .336     | .300     | .636  |
| 2015       | オリックス | 36    | 121   | 107   | 8     | 28    | 7        | 0        | 1        | 38    | 5     | 1     | 0        | 1     | 1     | 12    | 0     | 0     | 18    | 1        | .262  | .333     | .355     | .688  |
| 2016       | ヤクルト   | 141   | 607   | 526   | 74    | 155   | 14       | 5        | 0        | 179   | 39    | 7     | 4        | 5     | 5     | 63    | 0     | 8     | 66    | 5        | .295  | .375     | .340     | .716  |
| 2017       | ヤクルト   | 136   | 607   | 535   | 51    | 155   | 16       | 2        | 4        | 187   | 38    | 4     | 3        | 5     | 3     | 59    | 2     | 5     | 76    | 6        | .290  | .364     | .350     | .713  |
| 2018       | ヤクルト   | 139   | 595   | 508   | 64    | 161   | 22       | 4        | 3        | 200   | 37    | 9     | 7        | 7     | 2     | 75    | 5     | 3     | 60    | 15       | .317  | .406     | .394     | .800  |
| 2019       | ヤクルト   | 22    | 77    | 64    | 2     | 8     | 1        | 0        | 0        | 9     | 2     | 0     | 0        | 1     | 0     | 10    | 0     | 2     | 13    | 2        | .125  | .263     | .141     | .404  |
| 2020       | ヤクルト   | 114   | 458   | 398   | 55    | 98    | 14       | 1        | 9        | 141   | 36    | 4     | 5        | 3     | 3     | 47    | 1     | 7     | 60    | 8        | .246  | .334     | .354     | .688  |
| 2021       | ヤクルト   | 25    | 57    | 50    | 7     | 8     | 1        | 0        | 0        | 9     | 0     | 0     | 3        | 1     | 0     | 4     | 0     | 2     | 12    | 0        | .160  | .250     | .180     | .430  |
| 2022       | ヤクルト   | 24    | 47    | 43    | 2     | 12    | 3        | 0        | 0        | 15    | 2     | 0     | 0        | 0     | 0     | 3     | 0     | 1     | 13    | 0        | .279  | .340     | .349     | .689  |
| 通算：20年 | 通算：20年 | 1545  | 6203  | 5483  | 686   | 1526  | 194      | 54       | 38       | 1942  | 418   | 85    | 49       | 86    | 26    | 560   | 10    | 48    | 766   | 87       | .278  | .349     | .354     | .703  |

- 各年度の太字はリーグ最高

### 年度別守備成績
| 年 度 | 球 団      | 一塁  | 一塁  | 一塁  | 一塁  | 一塁  | 一塁     | 外野  | 外野  | 外野  | 外野  | 外野  | 外野     |
| 年 度 | 球 団      | 試 合 | 刺 殺 | 補 殺 | 失 策 | 併 殺 | 守 備 率 | 試 合 | 刺 殺 | 補 殺 | 失 策 | 併 殺 | 守 備 率 |
| ----- | ---------- | ----- | ----- | ----- | ----- | ----- | -------- | ----- | ----- | ----- | ----- | ----- | -------- |
| 2003  | 近鉄       | -     | -     | -     | -     | -     | -        | 1     | 4     | 0     | 0     | 0     | 1.000    |
| 2004  | 近鉄       | -     | -     | -     | -     | -     | -        | 3     | 2     | 0     | 0     | 0     | 1.000    |
| 2005  | オリックス | -     | -     | -     | -     | -     | -        | 2     | 2     | 0     | 0     | 0     | 1.000    |
| 2006  | オリックス | -     | -     | -     | -     | -     | -        | 17    | 9     | 0     | 0     | 0     | 1.000    |
| 2007  | オリックス | -     | -     | -     | -     | -     | -        | 43    | 84    | 2     | 1     | 0     | .989     |
| 2008  | オリックス | -     | -     | -     | -     | -     | -        | 139   | 283   | 7     | 2     | 0     | .993     |
| 2009  | オリックス | -     | -     | -     | -     | -     | -        | 137   | 247   | 14    | 2     | 1     | .992     |
| 2010  | オリックス | -     | -     | -     | -     | -     | -        | 136   | 266   | 7     | 1     | 1     | .996     |
| 2011  | オリックス | -     | -     | -     | -     | -     | -        | 144   | 289   | 7     | 0     | 3     | 1.000    |
| 2012  | オリックス | -     | -     | -     | -     | -     | -        | 38    | 70    | 2     | 1     | 1     | .986     |
| 2013  | オリックス | -     | -     | -     | -     | -     | -        | 97    | 169   | 4     | 3     | 1     | .983     |
| 2014  | オリックス | -     | -     | -     | -     | -     | -        | 116   | 194   | 2     | 1     | 1     | .995     |
| 2015  | オリックス | -     | -     | -     | -     | -     | -        | 34    | 68    | 1     | 0     | 0     | .995     |
| 2016  | ヤクルト   | -     | -     | -     | -     | -     | -        | 133   | 286   | 9     | 0     | 3     | 1.000    |
| 2017  | ヤクルト   | -     | -     | -     | -     | -     | -        | 136   | 259   | 7     | 1     | 1     | .996     |
| 2018  | ヤクルト   | 98    | 783   | 49    | 5     | 58    | .994     | 71    | 70    | 2     | 0     | 0     | 1.000    |
| 2019  | ヤクルト   | 10    | 72    | 9     | 1     | 5     | .988     | 9     | 17    | 0     | 0     | 0     | 1.000    |
| 2020  | ヤクルト   | 47    | 363   | 17    | 1     | 37    | .997     | 68    | 91    | 2     | 2     | 0     | .979     |
| 2021  | ヤクルト   | -     | -     | -     | -     | -     | -        | 14    | 16    | 0     | 0     | 0     | 1.000    |
| 2022  | ヤクルト   | -     | -     | -     | -     | -     | -        | 10    | 11    | 0     | 0     | 0     | 1.000    |
| 通算  | 通算       | 155   | 1218  | 75    | 7     | 100   | .995     | 1344  | 2431  | 66    | 14    | 12    | .994     |

- 各年度の太字はリーグ最高
- 太字年はゴールデングラブ賞受賞年

### タイトル
- 最多安打：1回（2011年）

### 表彰
- ゴールデングラブ賞：4回（外野手部門：2008年 - 2011年）
- 月間MVP：1回（野手部門：2011年6月）
- JA全農Go・Go賞：3回（強肩賞：2009年9月 最多二・三塁打賞：2010年8月、2011年9月）
- セ・パ交流戦 日本生命賞：1回（2011年）
- 燕市年間ヒーロー賞：1回（2017年）[注 2][65]

### 記録
初記録
- 初出場・初先発出場：2003年10月7日、対オリックス・ブルーウェーブ28回戦（Yahoo!BBスタジアム）、1番・中堅手で先発出場
- 初打席・初安打：同上、1回表にマック鈴木から二塁内野安打[66]
- 初盗塁：2006年3月25日、対西武ライオンズ1回戦（インボイスSEIBUドーム）、9回表に二盗（投手：田﨑昌弘、捕手：炭谷銀仁朗）
- 初本塁打・初打点：2006年7月15日、対東北楽天ゴールデンイーグルス10回戦（フルキャストスタジアム宮城）、8回表に山村宏樹から右越2ラン

節目の記録
- 1000試合出場：2016年6月2日、対北海道日本ハムファイターズ3回戦（札幌ドーム）、2番・左翼手で先発出場 ※史上477人目
- 1000安打：2016年6月8日、対東北楽天ゴールデンイーグルス2回戦（楽天Koboスタジアム宮城）、1回表にラダメス・リズから右前安打 ※史上283人目
- 1500安打：2020年10月19日、対阪神タイガース21回戦（阪神甲子園球場）、4回表にジョー・ガンケルから左前適時打 ※史上129人目[66]
- 1500試合出場：2021年8月15日、対横浜DeNAベイスターズ13回戦（HARD OFF ECOスタジアム新潟）、9回表に清水昇の代打で出場 ※史上197人目[67]

その他の記録
- オールスターゲーム出場：2回（2011年、2018年）

### 背番号
- 27（2003年 - 2004年）
- 52（2005年 - 2009年）
- 9（2010年 - 2015年）
- 42（2016年 - 2022年）